# 齐格尔海姆
齐格尔海姆是德国图林根州的一个市镇。总面积17.32平方公里，总人口864人，其中男性435人，女性429人（2011年12月31日），人口密度50人/平方公里。